# Leanna Creel
Leanna Creel (Los Angeles,27 augustus 1970) is een Amerikaans actrice, filmproducente, filmregisseuse en scenarioschrijfster.

## Carrière
Het is Creel nooit gelukt een echte bekende actrice te worden. In de filmindustrie is ze nooit doorgebroken als actrice en was slechts te zien in enkele televisiefilms. Na gastrollen in Growing Pains en Beverly Hills, 90210 (aflevering The Twins, the Trustee, and the Very Big Trip), kreeg ze in 1992 een vaste rol in de succesvolle tienerserie Saved by the Bell. De serie werd echter in 1993 stopgezet.
Vanaf 1997 is Creel een producent. Ze produceerde enkele bekende films, zoals Six-String Samurai (1998), But I'm a Cheerleader (1999) en Get Over It (2001).
In 2001 en 2005 regisseerde ze ook twee korte films.

## Privéleven
Nadat het Hooggerechtshof van Californië in mei 2008 oordeelde dat het verbod op het homohuwelijk in strijd is met de federale grondwet, trad zij op 18 juni 2008 in het huwelijk met haar vriendin Rinat Greenberg. Ze hebben samen een zoon aan wie Rinat het leven schonk.
Creel heeft haar studie voltooid met een Bachelor of Arts in geschiedenis op de Universiteit van Californië - Los Angeles (1993) en hierna heeft ze nog verder gestudeerd en heeft ze haar Master of Arts gehaald in film en televisie op de universiteit van Californië (1996).
Creel maakt deel uit van een drieling, zij heeft twee zussen namelijk Monica Creel en Joy Creel.

## Prijzen[2]
- 2005 PlanetOut Short Movie Awards[3] in de categorie Grote Prijs met de tv-film Promtroversy – gewonnen.
- 2001 Milan International Film Festival[4] in de categorie Beste Korte Film met de tv-film Offside – gewonnen.
- 2001 Internationaal filmfestival van Montréal in de categorie Beste Korte Film met de tv-film Offside – genomineerd.
- 2001 São Paulo International Film Festival> in de categorie Beste Korte Film met de tv-film Offside – gewonnen.

## Filmografie[5]

### Tv-films
- 2000 The Cell – als moeder
- 1996 Freeway – als een van een tweeling
- 1991 Perry Mason: The Case of the Fatal Fashion – als Shannon Wilson
- 1989 Parent Trap: Hawaiian Honeymoon – als Lisa Wyatt
- 1989 Parent Trap III – als Lisa Wyatt

### Tv-series
- 1997 Ned and Stacey – als Kim – 1 afl.
- 1996 One West Waikiki – als Marisa Coppage 1 afl.
- 1992 – 1993 Saved by the Bell – als Tori Scott – 10 afl.
- 1992 Beverly Hills, 90210 – als Claire en Rory – 1 afl.
- 1991 Anything But Love – als ?? – 2 afl.
- 1991 Parker Lewis Can't Lose – als Kandy – 1 afl.
- 1989 CBS Schoolbreak Special – als Susan – 1 afl.
- 1989 My Two Dads – als ?? – 1 afl.
- 1987 Growing Pains – als Schwartz tweeling – 1 afl.

### Filmproducente
- 2009 Boutonniere – tv-film
- 2001 Get Over It – tv-film (co-producente)
- 2000 Queen for a Day – tv-film
- 1999 But I'm a Cheerleader – tv-film
- 1999 The Suburbans – tv-film
- 1998 Six-String Samurai – tv-film
- 1998 Dessert Blue – tv-film
- 1998 Possums – tv-film
- 1998 Dancer, Texas Pop. 81 – tv-film
- 1997 Mixed Signals – tv-film

### Filmregisseuse
- 2005 Promtroversy – tv-film
- 2003 Zéro un – tv-film
- 2001 Offside – tv-film

### Scenarioschrijfster
- 2003 Zéro un – tv-film
- 2001 Offside – tv-film

- Bibliothèque nationale de France: cb15531451k (data)
- Gemeinsame Normdatei: 142155659
- International Standard Name Identifier: 0000 0000 8388 4411
- Library of Congress Control Number: no2007088043
- PIC: 388218
- Virtual International Authority File: 63791972
- WorldCat: E39PBJB8tWBDHWPtRJjXTFHgrq